# Marc Grieder
Marc Grieder (Basilea, 5 ottobre 1984) è un ex hockeista su ghiaccio, allenatore di hockey su ghiaccio e dirigente sportivo svizzero, giocava come difensore.

## Carriera
Marc Grieder iniziò a giocare ad hockey nel settore giovanile dei GCK Lions nella stagione 2001-2002, totalizzando 3 punti in 35 presenze. Nella stagione successiva fece il suo esordio ufficiale in Lega Nazionale B sempre con la maglia dei Lions. Rimase con i zurighesi fino a metà della stagione 2005-2006 raccogliendo 23 punti in 141 partite, concludendo poi la stagione sempre in LNB con l'EHC Olten.
Dal 2006 fino al 2010 passò al Lausanne HC, squadra con cui vinse un titolo di Lega Nazionale B. In 160 partite fu autore di 33 punti. Nella stagione 2009-2010 ebbe l'opportunità di esordire in Lega Nazionale A disputando un solo incontro con la maglia dell'EHC Bienne. Per una stagione e mezza fino al 2011 Grieder giocò per la squadra della propria città natale, l'EHC Basel, con 12 punti in 47 gare.
In vista della stagione 2011-2012 Grieder fece ritorno in LNA con il Bienne. In quella e nella stagione successiva alternò presenze in LNA ad altre in LNB vestendo la maglia del SC Langenthal.
Nel 2013 Marc Grieder sottoscrisse un contratto valido per due stagioni con l'HC Ambrì-Piotta.

## Palmarès

### Club
- Lega Nazionale B: 1

Losanna: 2008-2009